# The Big Cigar
The Big Cigar är en amerikansk biografisk dramathrillerserie. Serien är skapad av Janine Sherman Barrois. Första säsongen består av sex avsnitt och hade premiär på Apple TV+ den 17 maj 2024.

## Handling
Serien kretsar kring hur Black Panthers grundare Huey P. Newton flyr från FBI till Kuba med hjälp av den berömda filmproducenten Bert Schneider.

## Rollista (i urval)
- André Holland – Huey P. Newton
- Tiffany Boone – Gwen Fontaine
- Alessandro Nivola – Bert Schneider
- Marc Menchaca – Sydney Clark
- P.J. Byrne – Stephen Blauner
- Jordane Christie – Bobby Seale
- Moses Ingram – Teressa Dixon
- Olli Haaskivi – Arthur A. Ross
- Glynn Turman – Walter Newton
- Jaime Ray Newman – Roz Torrance
- Noah Emmerich – Stanley Schneider
- John Doman – Abe Schneider
- Chris Brochu – Dennis Hopper